# 對港鐵的批評
港鐵公司一直宣稱提供多項優質服務，惟近年在服務及多項業務方面質素不佳，引來公眾、員工、以至港鐵小股東和業主的不滿和批評。

## 鐵路

### 將軍澳綫問題

#### 寶琳站單綫月台
寶琳站只有一個側式月台，列車只能在同一個方向到達和離開，因此列車只會停留一段短時間，以免妨礙下班列車進站；正因如此設計，不時列車會為了保持安全距離而在未到站時減速，甚至停下，直至前方列車離開。另外，在車站1號月台後方，設有一條不對外開放的路軌供列車停泊，但列車不能從該路軌駛進1號月台上客；而列車進入1號月台後，將無法駛進該段路軌，可見形同虛設。 這也導致將軍澳線班次頻率低下，繁忙時段乘客難以上車，班次不能在繁忙時間加密。

#### 令觀塘綫乘客不便
將軍澳線取代觀塘綫作為過海到港島東的主要線路，隨了令本來無需轉車乘客需要轉車，更要與將軍澳的乘客一同「迫」到港島，變相對從觀塘綫到港島東的乘客帶來不便。

#### 康城站開通後
支線開通後，由於信號等機件需要調整，維修及保養成本也因此上漲，即會轉嫁到乘客身上。若出現壞車或訊號故障，追撞事故出現率比其他綫路更容易，處理事故要比其他港鐵綫路更長時間。後來為了康城樓盤而設立康城站，分薄來往寶琳坑口班次，同時往將軍澳站的隧道途中的寶林和康城的軌道呈現2併1姿態，所以康城列車和寶林列車要互相留意往將軍澳站的列車位置，以避免追撞事故，造成列車在當地不時急停，極為不便。此舉明顯厚此薄彼，為小數人而犧牲大多數人便利之嫌。另外，在將軍澳站，「3+1」班次安排會讓前往康城站及由康城站開出的列車同時停靠於1號（往寶琳/康城）及2號（往調景嶺/北角）月台，本應前往寶琳站方向卻誤乘前往康城站或從康城站出發的乘客如果沒看清楚列車東行的目的地便從2號月台直接衝上1號月台的列車，便會坐回康城站，而且（再）返回將軍澳站後再從2號月台直接衝上1號月台的列車就會（再）重蹈覆轍，此安排折騰了不熟悉班次運作的居民和乘客，因此不少居民與乘客戲稱「康城無限輪迴」。

### 加價連年
港鐵自2010年起，一直按「可加可減機制」實施新的票價，原目的是藉以限制公營機構加價的幅度，並要求在通縮時下調收費。但此機制容易受外圍經濟影響而引發通脹，而導致幾乎每年都加價。另外港鐵近年服務質素每況愈下，延誤事故頻頻，加上港鐵每年盈餘過百億仍要加價，令市民更加不滿，但港鐵表示不能凍結票價，因為必須保持財政穩健，才能改善服務及維持維修水平。
到2017年7月，港鐵主席馬時亨出席商台節目，被主持問到港鐵票價問題時表示，「（港鐵）票價相比全世界不高，但永遠都有人不滿意」。

### 故障頻密
港鐵開業至今多年，系統嚴重老化（以東鐵綫為甚），同時港鐵公司為求利潤最大化，將保養工序外判節省成本，維修檢查質素每況愈下。無論列車，訊號系統及路軌結構等，都經常出現嚴重問題，最終列車班次出現嚴重延誤，甚至發生持續數個小時的局部癱瘓。東鐵綫列車於2019年9月17日發生載客列車嚴重出軌事故，令老化問題更加浮現。2020年3月3日公布的獨立調查報告更指出，早於發生事故超過一年就已經發現軌道出現問題，但維修後仍未有效解決問題以及作出跟進，突顯出維修部門以致管理層對維修疏忽職守。
港鐵故障頻繁，時至2014年8月最少每兩天就會出現訊號故障列車延誤，港鐵亦承認問題嚴重，更預告未來延誤將會更嚴重，甚至有增無減。於2019年3月起，7個月內發生3次因非外來物引致的中度及嚴重列車事故（包括兩次載客列車），嚴重打擊乘客信心。
唯由於由2019年10月-11月多次提早收車及受2019年冠狀病毒病疫情影響而大幅減班，因此自2019年10月7日至今訊號故障或列車事故的次數已大為減少。

### 故障安排拙劣
雖然港鐵事故處理能力多年來屢受各界批評，但至今仍沒有改善態度。早於2010年，運輸署已經嚴正要求港鐵認真對待延遲20分鐘通報故障，批評港鐵在警報機制、接駁巴士安排、與公眾的溝通，以及員工的應變準備，都明顯不足。而港鐵承諾按既定機制適時向運輸署通報以及跟警方、運輸署，全面檢討接駁巴士的上落點安排。 但時至2014年，港鐵仍然依舊延遲二十分鐘後通佈政府。港鐵出現事故時至今仍然不會向乘客公佈確實原因，更由於沒有確切延誤通報罰則，港鐵通報政府監管機構也嚴重延遲，更甚出現傳媒追問下才公佈事件。 乘客普遍不滿港鐵服務水平 
例如2013年將軍澳綫高壓電纜事故更突顯港鐵事故處理能力差劣，無論在交通安排，資訊發佈上都不能令人滿意。例如當時港鐵職員派發的「乘車應變錦囊」小冊子列出已取消的過海隧巴692線。又如2014年9月3日，鑽石山站路軌出現裂縫事例亦說明港鐵誤導乘客，稱服務只會延誤五分鐘。港鐵指由鑽石山去黃大仙站的行車時間增加5分鐘，其後才公佈觀塘綫由調景嶺至油麻地行車時間增加15至20分鐘，但實際乘客延誤時間遠超半小時。
雖然港鐵已經擁有非常豐富故障處理經驗，但當出現嚴重故障事件時，港鐵在迫不得以情況下才會安排接駁巴士疏導，每次安排仍然相當混亂。大部份市民對港鐵故障安排相當不滿。不少市民要求港鐵管理層薪酬花紅需要與服務水平掛勾，但政府作為監管機構及港鐵大股東並沒有理會。
於2019年10月4日因反修例運動示威者破壞鐵路而港鐵宣佈全綫停駛起，港鐵於部分發生事故或車務故障後不安排接駁巴士服務，被批評嚴重影響極度依賴港鐵作為交通運輸骨幹的地區，如東鐵綫沿綫、將軍澳新市鎮等。

### 使用劣質零件
港鐵於2014年初多次出現電纜絕緣體故障，被揭發使用中國製劣質零件，最終導致電纜爆炸 初時港鐵拒絕向傳媒公佈供應商詳情，僅稱貨源是「歐洲名牌」，直至傳媒掌握近乎確實資料，才承認零件是中國製造。
港鐵於同年5月再被揭發南港島綫及高鐵使用中國製造劣質螺絲，螺絲比正常拉力大減七成，澳洲當局警告使用該批螺絲對乘客構成嚴重安全風險，可能造成嚴重受傷甚至死亡的風險，呼籲立即停用並退回產品 ，港鐵承認部分工程用次貨螺絲，稱有關螺絲已進行檢驗及在安裝過程中抽查作測試並確認品質符合標準。 
港鐵購入中國製列車的質量亦被受廣泛質疑。新西蘭鐵路公司揭發「中國北車集團」子公司生產的40輛列車含致癌石棉物料，需緊急停用。而港鐵亦有向該集團另一子公司，購買22輛列車，首批2011年已投入服務。港鐵事後委託獨立顧問進行抽查長春軌道客車股份公司生產列車，最後於被抽查之樣本上未有發現石棉物料。

### 低估擠迫情況
運輸及房屋局呈交立法會的最新資料顯示，港鐵一直低估載客率。根據運輸及房屋局2014年最新的標準計算，現時將軍澳綫，東鐵綫，西鐵綫，觀塘綫及荃灣綫的載客率於繁忙時間早已全部達到100%，即完全沒有任何剩餘容量吸納更多乘客；港島綫於繁忙時間亦達93%。而港鐵過去公開的數據一直堅持，繁忙時段的載客率最高僅為七成左右。

### 東鐵綫新南韓製9卡列車廣播質素差
港鐵東鐵綫新南韓製9卡列車於2021年2月6日啟用，被批評廣播質素差，載客量變少。

### 廣告覆蓋面過大影響乘客
港鐵尖沙咀站曾被媒體報道站內牆壁貼上大量藍色的巨型廣告畫布，只露出原本深色底色的車站名，有人提出質疑港鐵為了賺錢，未有考慮顏色與本來車站的主題顏色變化過大容易引致乘客下錯車問題。實際上港鐵首席建築師文若德過去接受訪問時就說過車站選色會盡量與相鄰車站不同和有較大的對比，重要車站會採用鮮色使乘客易於辨別，不同車站會以不同顏色代表，幫助市民即使聽不到廣播也能憑顏色判斷列車抵達哪一個車站，而尖沙咀站和同樣採用藍色為主色的金鐘站為相鄰車站。

### 無障礙設施不足
聾人及弱聽人士指出，列車關門時沒有視覺警示。車門開啟時，月台幕門和月台閘門頂部有提示燈號，但當幕門即將關閉時，提示燈號卻未有警示。他們建議在幕門頂部的燈號加裝閃光提醒即將關門。聾人及弱聽人士關注組織龍耳指香港約有9萬2千多名聾人及弱聽人士，曾接獲不少聾人及弱聽人士投訴港鐵無障礙設施不足，已向港鐵反映問題。港鐵曾回覆會研究於幕門頂部加裝閃燈，惟有其他問題要解決，故仍在研究中。有機械工程學者指，港鐵只要加裝線路組件，就可以配合聽覺與視覺的警示訊號。港鐵無障礙設施已落後鄰近地區。該聾人及弱聽人士關注組織推出通識教材套給學生探討月台幕門的安全問題。

### 高鐵建設嚴重超支延誤
港鐵主導香港高鐵建設，但在工作中出現了嚴重問題，造成了大量的超支和嚴重的延誤，引發了香港社會的廣泛不滿，政府亦成立專門獨立調查委員會調查該事件內情，委員會在調查報告中指出了港鐵內部管理等方面存在的嚴重缺陷。

### 沙中綫偷工減料醜聞
沙田至中環綫建造期間，港鐵被批評沒有做好施工質量的監管，管理層涉嫌失職，以致造成包括剪短鋼筋、鄰近建築物沈降超標和建造部分結構出錯等嚴重問題。事件牽涉多個興建中的車站，包括會展站、紅磡站及土瓜灣站，其中紅磡站情況最嚴重。多名港鐵高層被政府要求辭職，政府同時建立調查委員會，調查紅磡站月台施工的問題。

### 車票稽查相關
2021年4月16日，持殘疾人士登記證的思覺失調及強迫症青年林士深在上班途中，於港鐵杏花邨站被查車票，他欲拿起手機拍攝，即遭港鐵職員阻止，5名職員將他按地制服，更有職員用膝跪壓頸的方式對付，他最終感手腳麻痹送院。事後香港輿論譁然，多名油尖旺區議員、立法會議員狄志遠質疑職員未獲授權使用武力制服。
2025年1月，一名女乘客經油塘站一台故障閘機拍卡入閘後，被女職員截查車票發現「沒有有效入閘紀錄」並罰款1,000元。女乘客起初堅持自己沒有蓄意觸犯港鐵附例，拒絕繳交罰款，但由於站長室內其他職員表明若她拒繳罰款會報警，加上女乘客行程時間所逼，最終女乘客虛與委蛇。無線電視軟性新聞節目《東張西望》報道此個案後，陸續收到多名乘客申訴遇到類似狀況，事發地點遍佈東鐵線會展站、輕鐵兆禧站、觀塘綫／荃灣綫旺角站。

## 物業

### 物業規劃透明度不足
港鐵沿線上蓋物業項目招標，有別於政府勾地和推地形式。當港鐵決定推出旗下項目，會公開邀請財團交意向書，及後港鐵會向有意參加的發展商，發出招標文件，包括上蓋物業建築物位置、佈局、規劃資料、初步補地價和詳細發展限制等條款。由於招標文件不公開，因此吸引不少發展商蜂擁提交意向書，是為取得文件瞭解內容。當發展商收到招標文件所提供入場費和補地價等資料，發展商提出的分紅等條件，成為中標的關鍵，若沒有標書合乎港鐵心目中條件，則會流標。
港鐵一直將公眾可關注的城市規劃視為智識產權及商業利益一部份。物業發展所公開的資料只有一堆數字。上蓋物業建築物位置、佈局同規劃資料等資料，公眾無法得悉。以日出康城第4期發展為例，雖然市民可以由「總綱發展藍圖」查得其具體發展計劃，唯港鐵可隨意更改發展規模及位置，與過去市場傳言的位置並不相同，早前市場一直認為第4期鄰近日出康城3期緻藍天，又或位於日後商場部分的上蓋，但實際位置其實在日出康城第2期領都旁邊，毗鄰日後擬建的中小學，位置屬臨海地段。有媒體問到第4期的具體位置及發展詳情，港鐵發言人只表示要等待發展商在數年後項目推出時再交代。有居民批評港鐵的規劃改動重大，完全沒有經過任何公眾諮詢，不符合公眾的合理期望。

### 設計及休憩空間只限住客享用
不過近年亦有民間批評指港鐵發展的物業設計完全以豪宅定位，並採用巨型平台及屏風樓設計。基座均設豪華大型會所、園藝平台及巨型入口大堂，使項目發水比例較一般住宅樓宇為高。地區人士批評港鐵發展的物業形成屏風樓效應、只為物業住客締造優質生活居所及環境，而且物業發展設計是「為錢而非為人」，大部份綠化、康樂設施及休憩空間只限住客享用，公眾只可享用商場及面積細小的地面廣場，比東京、新加坡及上海等地落後得多，公眾並沒有因新物業發展而得到改善。但政府最終沒有理會區議會以至地區人士反對聲音，如期讓港鐵為物業發展項目進行招標工作。而本地主流傳媒亦對民間反對港鐵發展的物業聲音並不重視，難以讓公眾關注。
即使港鐵在2012年6月表示新發展的住宅物業會依據「可持續建築設計指引」實施項目，必須達到香港綠色建築議會制定的綠色建築指標，並且取得綠建環評金級認證（BEAM Plus Gold Certification）。不過由於寬免面積不納入發水上限一成內，因此將來發展的住宅物業只需縮減露台、會所及大堂設施面積即可達標，對於高度及體積，影響不大。

### 上蓋發展只建私人住宅 拒建公營房屋
有政黨認為在公營房屋不能達標下，應收回港鐵車站上蓋的發展權，用作興建公共房屋或其他公共設施。不過集團物業總監鄧智輝早在2014年表明港鐵一向不參與公營房屋。

### 外判管理及賺取傭金
本身管理多個大型屋苑的港鐵，在項目入伙後，會將保安及會所服務外判管理，並壓低做價從中抽取行政費用，不斷增加開支以賺取傭金。又指名工程商搵錢，使業主白交管理費而得不到應有的服務，港鐵便坐享其成。如有住客投訴，港鐵壓抑保安公司扣錢，並無正視問題，縱容無理租客生事及怒罵員工。有住客批評物業管理費昂貴以及管理不善的情況，被迫加管理費和動用屋苑儲備。港鐵將軍澳站上蓋天晉屋苑管理費每平方呎建築面積為2.75元，較將軍澳區其他屋苑昂貴。
近年有業主透露因來年開支增加，要增管理費9%至18%不等。葵芳新葵芳花園業主質疑，港鐵管理樓宇時涉不必要開支，例如每年更換垃圾桶、更換防煙門。另外會聘請額外員工增加支出。由於經理人酬金與屋苑管理支出掛鈎，結果港鐵所享酬金亦水漲船高，屋苑儲備至年底只剩84萬。

### 停車場車位炒賣問題
2013年起，港鐵亦為了維持高收益，以高價拆售港鐵沿綫車位，包括沙田溱岸8號、奧運站柏景灣及帝柏海灣的全數車位，其中溱岸8號車位最高造價更達188萬元，創新界車位售價新高；7月中更有車位以月租4,500元租出，創新界最高車位租金，結果使區內停車場車位亦被炒賣，居民泊車成問題。

### 屋苑車站業權份數佔51% 小業主難設法團
港鐵車站上蓋物業在未有圖則未開始興建前，地政總署已在地契規定車站佔百分之五十一。屋苑小業主難以成立法團獨立管理屋苑，結果決策由港鐵決定，有足夠票數否決小業主的決定。港鐵在2011年時共有37個住宅項目，當中僅5個屋苑能成功成立法團。港鐵表示不反對業主成立法團，只想確保公司運作暢順和安全。

### 管理處雙重標準執法 撕走老人家「五大訴求」「身體健康」門外揮春
2020年7月，一名居住在康怡花園年逾70多歲的婆婆，因在單位門外貼上寫有「五大訴求，缺一不可」的揮春外形文宣，而遭到港鐵公司物業管理部針對。管理處數個月來多次派保安到其單位，撕走大門上的「五大訴求，缺一不可」文宣外，更將婆婆的「身體健康」和「平平安安」的「揮春」一併撕走。其中一次婆婆當時正進食晚餐時，當聽到門外撕紙聲後而受驚，當場放聲大哭。其後再貼「健康長壽」以及「願榮光歸香港」，亦被管理處先後於6月5日及6月30日的凌晨時間撕走。婆婆看見閉路電視片段後感到相當不安，需要醫生開安眠藥服食。反之同層住戶張貼的「揮春」卻未有撕走。東區康怡區議員魏志豪認為管理處的處理手法相當有問題。負責人陳經理回應指，撕除標示只是根據公契處理。但當記者問及為何半年來沒有處理其他住戶相關問題，只建議記者查詢港鐵傳媒聯絡組回應。

## 出售個人私隱
港鐵作為八達通控股有限公司大股東，於2010年中被質疑出售八達通持卡人資料至第三方作商業用途。同年六月有市民發現
八達通卡的「個人資料聲明」中，列明該公司在卡主不反對下可把卡主個人資料用作推廣及直銷用途。八達通行政總裁前陳碧鏵當時強調，八達通公司並沒有向任何機構出售客戶個人資料，但有參與日日賞計劃的商戶信諾環球前僱員指控陳碧鏵說謊，指八達通早已將會員身份證等個人資料，轉交信諾作電話推銷保險用途。
最後私隱專員公署主動介入調查事件，陳碧鏵被傳召至個人資料私隱專員公署聆訊，承認旗下兩間公司，用4年半時間出售197萬客戶資料作推銷用途並獲利4400萬元，佔期間總收入31%。

## 打壓和平集會
2020年3月，美國國務院年度人權報告批評港鐵全面配合政府打壓和平集會，以2019年8月24日觀塘遊行時封站做例子。

## 公關技巧和災害善後
港鐵處事方式如部份地產商一樣，常利用超卓及靈活的公關手段去迫使傳媒避免報道有關港鐵的負面新聞及民間反對聲音，常透過廣告及傳媒茶聚包裝自己。
2011年4月，港鐵透過其合作逾7年的媒體策劃廣告代理浩騰媒體（OMD）向15份報章發出信件，要求傳媒不得報道任何涉及港鐵列車、路軌、系統和網絡事故的負面新聞，會保留抽起廣告的權利，又要求廣告部與記者及編輯溝通。港鐵其後解釋，是OMD錯誤闡釋港鐵公司立場，港鐵從沒有企圖或意圖干預新聞自由，又指「經一事，長一智」，就事件向公眾及傳媒機構致歉。
惟區諾軒曾與都市日報記者合作，報導港鐵黃竹坑車廠上蓋港島南岸的消息，但因該報在港鐵派發，有關對港鐵的負面報導都一律被禁。這樣媒體變相局限讀者接收的資訊，不能做到為民監察的效果。
5名在2017年港鐵縱火案中受傷的市民向港鐵及保險公司索償無果，有傷者需住院半年，手腳等身體多處造成殘障，又失去工作能力，更指港鐵「除送上水果籃外便再無下文」，更有指第三者責任保險不會為索償的傷者賠償一分一毫。港鐵回覆重申事件非港鐵的責任，港鐵亦是受害者，案發當天港鐵迅速處理事件，而收到乘客提出書面索償後已按既定程序即時轉交保險公司處理。
2023年9月21日，港鐵商場圓方在西九文化區的冷氣系統發生奪命工業意外，造成兩人死亡。其後，兩名死者家屬就恩恤安排與港鐵代表在圓方商場會面，不過會面1小時後，家屬批評港鐵提出的恩恤金額方案「無誠意」，並指出代表在會面期間並無致歉或交代事件細節，認為港鐵應盡社會責任。而另一名家屬表示無法感受港鐵關心，只覺得對方官腔。

## 其他
港鐵甚至被部份人指惡意地製造「港鐵霸權」，完全地欠缺社會道德以及嚴重地漠視歷史責任。 

田北辰同樣地彈劾港鐵，公司已經忘記本業，儼如一間地產公司，又積極於海外發展業務，不能專注香港鐵路營運。過去田反對回購港鐵，但因愈見「不對勁」認為已是時候考慮回購港鐵。